# Eparquía de Búchach
La eparquía de Búchach (en latín: Eparchia Bucacensis y en ucraniano: Бучацька єпархія) es una circunscripción eclesiástica de la Iglesia católica en Ucrania. Se trata de una eparquía greco-católica ucraniana, sufragánea de la archieparquía de Ternópil-Zbóriv. Desde el 23 de julio de 2011 su eparca es Dmytro Hryhorak, de la Orden basiliana de San Josafat.

## Territorio y organización

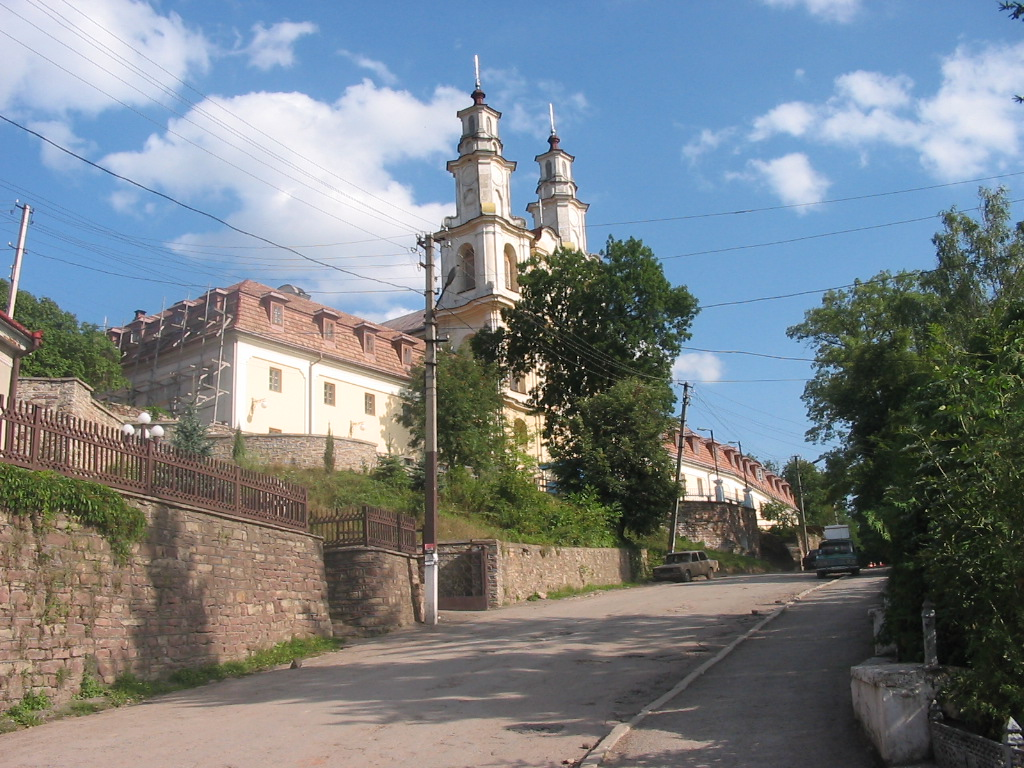
El monasterio de los monjes basilianos en Buchach

La eparquía tiene 316 km² y extiende su jurisdicción sobre los fieles católicos de rito bizantino greco-católicos ucranianos residentes en la óblast de Ternópil en los raiones de Borshchivskyi, Zalischyky, Monastyryska, Chortkiv, Husiatyn, Buchach y Pidhaietskyi y la ciudad de Chortkiv.
La sede de la eparquía se encuentra en la ciudad de Chortkiv, en donde se halla la Catedral de los Santos Pedro y Pablo. En Búchach se encuentra la Concatedral de la Anunciación de la Virgen.
En 2020 en la eparquía existían 328 parroquias agrupadas en 15 decanatos: Borschivski, Buchatsky, Grimaylovsky, Gusyatinsky, Zalishchitsky, Zolotyi Potik, Kopychinetsky, Koropets, Melnice-Podilsky, Monastyryska, Podgaitsey, Probizhna, Tovstensky, Ulashkovsky y Chortkiv.

## Historia
La eparquía fue erigida por el sínodo de los obispos de la Iglesia greco-católica ucraniana el 21 de julio de 2000, separando territorio de la eparquía de Ternópil (hoy archieparquía de Ternópil-Zbóriv). El 12 de octubre de 2000 el papa Juan Pablo II dio su ascenso a la erección de la eparquía.
El 21 de noviembre de 2011 entró a formar parte de la provincia eclesiástica de la archieparquía de Ternópil-Zbóriv.

## Estadísticas
Según el Anuario Pontificio 2021 la eparquía tenía a fines de 2020 un total de 218 800 fieles bautizados.
| Año                                                                             | Población            | Población | Población      | Sacerdotes | Sacerdotes    | Sacerdotes    | Bautizados por sacerdote | Diáconos permanentes | Religiosos | Religiosos | Parroquias |
| Año                                                                             | Bautizados católicos | Total     | % de católicos | Total      | Clero secular | Clero regular | Bautizados por sacerdote | Diáconos permanentes | Varones    | Mujeres    | Parroquias |
| ------------------------------------------------------------------------------- | -------------------- | --------- | -------------- | ---------- | ------------- | ------------- | ------------------------ | -------------------- | ---------- | ---------- | ---------- |
| 2000                                                                            | 285 830              | 408 520   | 70.0           | 130        | 117           | 13            | 2198                     |                      | 13         |            | 308        |
| 2001                                                                            | 218 500              | 401 900   | 54.4           | 143        | 137           | 6             | 1527                     |                      | 14         | 17         | 314        |
| 2002                                                                            | 218 500              | 401 900   | 54.4           | 153        | 147           | 6             | 1428                     |                      | 14         | 17         | 314        |
| 2004                                                                            | 213 314              | 431 491   | 49.4           | 157        | 149           | 8             | 1358                     |                      | 12         | 12         | 296        |
| 2006                                                                            | 211 613              | 361 340   | 58.6           | 167        | 159           | 8             | 1267                     |                      | 11         | 12         | 299        |
| 2009                                                                            | 216 000              | 405 000   | 53.3           | 179        | 170           | 9             | 1206                     |                      | 13         | 12         | 300        |
| 2012                                                                            | 211 314              | 382 980   | 55.2           | 209        | 201           | 8             | 1011                     |                      | 13         | 14         | 335        |
| 2015                                                                            | 221 000              | 399 145   | 55.4           | 219        | 209           | 10            | 1009                     |                      | 16         | 12         | 325        |
| 2018                                                                            | 221 225              | 399 170   | 55.4           | 229        | 216           | 13            | 966                      |                      | 22         | 12         | 328        |
| 2020                                                                            | 218 800              | 394 800   | 55.4           | 234        | 222           | 12            | 935                      |                      | 19         | 9          | 328        |
| Fuente: Catholic-Hierarchy, que a su vez toma los datos del Anuario Pontificio. |                      |           |                |            |               |               |                          |                      |            |            |            |

## Episcopologio
- Irynej Bilyk, O.S.B.M. (21 de julio de 2000-28 de julio de 2007 renunció)
  - Sede vacante (2007-2011)
- Dmytro Hryhorak, O.S.B.M., desde el 23 de julio de 2011[nota 1]